# لطیفه ابن زیاتن
لطیفه ابن زیاتن (انگلیسی: Latifa Ibn Ziaten؛ زادهٔ ۱ ژانویهٔ ۱۹۶۰) اهل فرانسه فعال فرانسوی-مراکشی است.
وی همچنین برندهٔ جوایزی همچون جایزه بین‌المللی زنان شجاع و لژیون دونور (شوالیه) شده‌است.